# پول ایزو
پول ایزو (انگلیسی: Paul Izzo؛ زادهٔ ۶ ژانویهٔ ۱۹۹۵) یک بازیکن فوتبال اهل استرالیا است که در پست دروازه‌بان برای باشگاه فوتبال سنترال کوئست مارینرز استرالیا بازی می‌کند.
از باشگاه‌هایی که در آن بازی کرده‌است می‌توان به باشگاه فوتبال آدلاید یونایتد اشاره کرد.
وی در سال ۲۰۱۴ به همراه تیم آدلاید یونایتد قهرمان جام اف‌اف‌ای استرالیا شد.